# Груминг детей

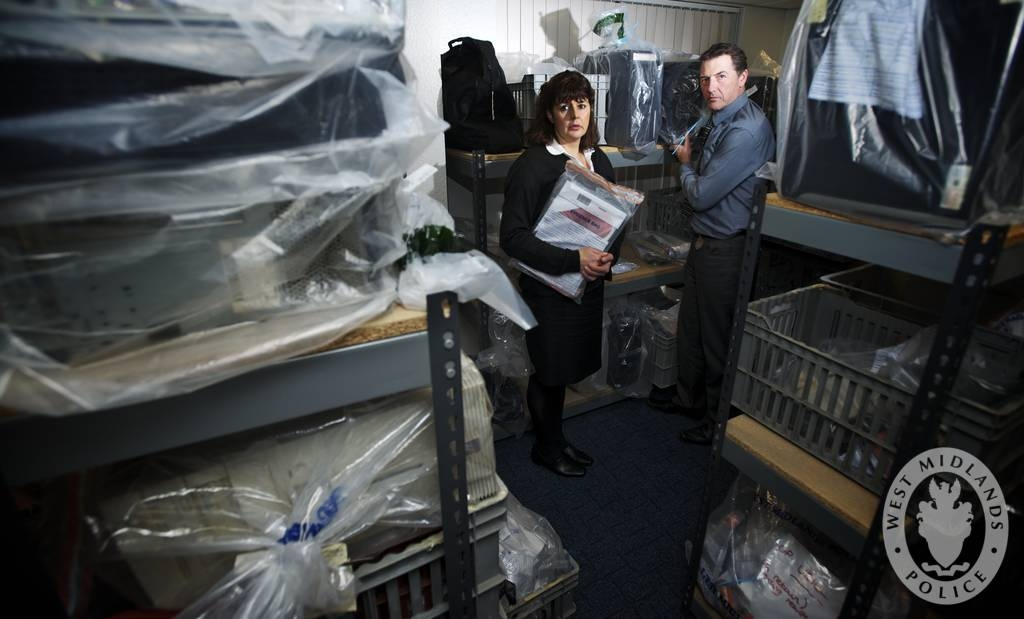
Детектив-инспектор в окружении компьютеров, мобильных телефонов и цифровых накопителей, изъятых из домов подозреваемых в педофилии. Онлайн-груминг детей через чаты и веб-камеры - область, с которой сотрудники сталкиваются чаще всего

Груминг (англ. grooming — «ухаживание») — долговременное установление взрослым близких, доверительных отношений с ребёнком (а также с членами его семьи) с целью завоевания доверия и последующего совращения.
Используется для вовлечения несовершеннолетних в различные незаконные виды деятельности, такие как торговля детьми, детская проституция, производство детской порнографии.
Грумеры («хищники») могут быть преподавателями, старшими родственниками, друзьями семьи (мужчинами или женщинами). Распространено серийное грумерство. Согласно мнению экспертов, жертвой груминга может стать ребёнок любого возраста и пола. «Ухаживание» может длиться годами, в зависимости от цели «хищника». В число манипуляций, используемых при этой форме приучения к сексуальной эксплуатации, входит пылкое ухаживание, имитация романтической любви или горячей дружбы, которые могут показаться ребёнку, не осознающему разницы в возрасте, нормальным. Грумер может действовать как педагог, тренер, побуждать ребёнка к успехам, вселять в него чувство особенности, избранности, давать ему отдельные уроки, помогать с учёбой, деньгами. Постепенно жертва изолируется от окружающих, друзей, сверстников, грумер вселяет недоверие между ребёнком и родителями, пытается занять место родительской фигуры и создать собственные «тайны» с ребёнком, о которых нельзя никому рассказывать, взывать к чувству долга и вины. В числе других стадий — «нормализация физического контакта», проламывание границ, «попытка преподнести неподобающее поведение как нечто естественное», наконец шантаж. Ребёнок годами может не ощущать сексуальной подоплёки происходящего. Некоторые грумеры ожидают наступления возраста согласия, желая избежать обвинений в педофилии.
С появлением Интернета, социальных сетей и мессенджеров распространение получил кибер-груминг (сетевой груминг/онлайн-груминг), когда «очаровывание» ребёнка происходит с помощью Интернета; половина пострадавших от этого вида насилия — подростки в возрасте от 12 до 15 лет, из них 84 % — девочки. Для груминга с помощью Интернета характерна порой более высокая скорость развития ситуации, а также просьбы от хищника снимать интимные фото и видео.
Некоторые страны криминализовали груминг в своём национальном законодательстве: Австралия, Канада, Коста-Рика и др.

## История
Термин «груминг» в отношении детей и подростков впервые появился в США в 1985 году. С 1975 по 1985 год правоохранительным органам США становилось все более известно о сексуальных надругательствах над детьми, которые совершались не членами их семей, а посторонними людьми. С развитием интернета такое общение с детьми постепенно перешло в сеть, и к «грумингу» стали относить «онлайн» контакт.
В 1990-е годы термин «груминг» всё чаще использовался вместо термина «соблазнение». Однако не существовало ни одного официального, юридического, психиатрического или даже светского определения груминга.
По данным «Лаборатории Касперского» на 2022 год, каждый шестой российский ребёнок сталкивался с угрозой онлайн-груминга, при этом только половина из них рассказывала об этом родителям.

## Влияние на жертв
Груминг оказывает разрушительное воздействие на жертв, разрушая их самоощущение, подрывая их способность доверять другим и серьёзно влияя на психическое здоровье. Дети, подвергшиеся грумингу, могут считать себя виноватыми в жестоком обращении и с трудом возлагают вину на преступника. Жертвы могут воспринимать аспекты человеческой связи как сигналы угрозы, и поэтому им может быть трудно полностью вовлечься в простое позитивное взаимодействие, такое как одобрение или комплименты.

## Законодательные инициативы

### В России
В России для квалификации аналогичных грумингу противоправных деяний используются две статьи уголовного кодекса: «Принуждение к действиям сексуального характера» и «Развратные действия». Однако специального отражения онлайн-груминг в этих статьях не имеет.

### В США
В Соединенных Штатах груминг квалифицируется как федеральное преступление за что любому лицу может быть предъявлено уголовное обвинение. Для борьбы с грумингом в США используются законы и федерального уровня, и на уровне штата. На федеральном уровне действуют три закона:
- 18 U.S.C. § 2422(b)[англ.] — запрет использования междуштатовой и международной связи, в том числе интернет-коммуникаций, для того, чтобы убедить, привлечь или принудить несовершеннолетнего к незаконной сексуальной деятельности;
- PROTECT Act of 2003 (18 U.S.C. § 2252A)[англ.] — направленный на предотвращение жестокого обращения с детьми (усиливает наказания за эксплуатацию детей и направлен против производства, распространения и владения детской порнографией);
- Adam Walsh Child Protection and Safety Act (2006)[англ.] — ужесточает наказания и усиливает контроль за людьми, ранее совершавшими преступления против детей.

В некоторых штатах существуют дополнительные законы, касающиеся совращения детей в Интернете, например, закон Флориды, согласно которому «Использование компьютера для совращения ребенка» считается уголовным преступлением.